# Přečin
Přečin je v Česku podle Trestního zákoníku účinného od 1. ledna 2010 nedbalostní trestný čin a takový úmyslný trestný čin, na něž trestní zákon stanoví trest odnětí svobody s horní hranicí trestní sazby do pěti let (§ 14 odst. 2). Ostatní trestné činy se pak nazývají zločiny. Na území Česka byl přečin zákonem definován za Rakouska-Uherska v roce 1852 a platil až do roku 1948, dále mezi roky 1970–1990 a znovu platí od roku 2010.

## Historie
Přečin byl delikt závažnější než přestupek, avšak méně závažný než zločin (nověji též trestný čin).[zdroj⁠?!]
Podle trestního zákona platného v Rakousko-Uhersku z roku 1852 (trestní zákon o zločinech, přečinech a přestupcích,117/1852 ř. z.), který s novelizacemi platil až do roku 1950, byly rozlišovány tři druhy trestných činů: přestupek, přečin a zločin. Takovým přečinem bylo například týrání zvěře.[zdroj⁠?!] Přečiny projednávaly soudy, avšak v jednodušším procesu než zločin. 
Po nástupu komunismu v únoru 1948 byly novým trestním zákonem č. 86/1950 Sb. přečiny se zločiny zahrnuty do jedné kategorie trestný čin.
Od 1. ledna 1970 byl obnoven pojem přečinu v zákonu o přečinech č. 150/1969 Sb.
Ke zrušení přečinu došlo po Sametové revoluci, která ukončila v Česku komunistický režim, zákonem č. 175/1990 Sb. ke dni 1. července 1990.
V aktuálním Trestním zákoníku je přečin od 1. ledna 2010 definován jako nedbalostní trestný čin a takový úmyslný trestný čin, na něž trestní zákon stanoví trest odnětí svobody s horní hranicí trestní sazby do pěti let (§ 14 odst. 2).